# Internationale Filmfestspiele von Cannes 1988
Die 41. Internationalen Filmfestspiele von Cannes 1988 fanden vom 11. Mai bis zum 23. Mai 1988 statt.

## Wettbewerb
Im Wettbewerb des diesjährigen Festivals wurden folgende Filme gezeigt:
| Filmtitel                          | Regisseur             | Produktionsland                                     | Darsteller (Auswahl)                                        |
| ---------------------------------- | --------------------- | --------------------------------------------------- | ----------------------------------------------------------- |
| Arashi ga oka                      | Yoshishige Yoshida    | Japan                                               |                                                             |
| Bird                               | Clint Eastwood        | USA                                                 | Forest Whitaker, Diane Venora                               |
| Chocolat – Verbotene Sehnsucht     | Claire Denis          | Frankreich, Deutschland, Kamerun                    | Isaach De Bankolé                                           |
| El Dorado – Gier nach Gold         | Carlos Saura          | Spanien, Frankreich, Italien                        | Lambert Wilson                                              |
| L’enfance de l’art                 | Francis Girod         | Frankreich                                          |                                                             |
| Fürchten und Lieben                | Margarethe von Trotta | Frankreich, Italien, Deutschland                    | Fanny Ardant, Greta Scacchi, Valeria Golino                 |
| Hanussen                           | István Szabó          | Ungarn, Deutschland, Österreich                     | Klaus Maria Brandauer, Erland Josephson, Walter Schmidinger |
| Jagt und tötet ihn - Teil 2        | Vicente Aranda        | Spanien                                             |                                                             |
| Die Kannibalen                     | Manoel de Oliveira    | Portugal, Frankreich, Deutschland, Italien, Schweiz |                                                             |
| König der Kinder                   | Chen Kaige            | China                                               |                                                             |
| Ein kurzer Film über das Töten     | Krzysztof Kieślowski  | Polen                                               | Mirosław Baka, Zbigniew Zapasiewicz                         |
| Der letzte Outlaw                  | Gary Sinise           | USA                                                 | Brian Dennehy, Richard Gere                                 |
| Der Navigator                      | Vincent Ward          | Australien, Neuseeland                              |                                                             |
| L’oeuvre au noir                   | André Delvaux         | Frankreich, Belgien                                 | Gian Maria Volontè, Sami Frey, Anna Karina                  |
| Der Passagier – Welcome to Germany | Thomas Brasch         | Großbritannien, Schweiz, Deutschland                | Tony Curtis, Katharina Thalbach, Matthias Habich            |
| Patty                              | Paul Schrader         | USA                                                 | Natasha Richardson, William Forsythe, Ving Rhames           |
| Pelle, der Eroberer*               | Bille August          | Dänemark, Schweden                                  | Max von Sydow                                               |
| Süden – Sur                        | Pino Solanas          | Argentinien, Frankreich                             |                                                             |
| Die vergessene Insel               | James Dearden         | Großbritannien, Italien                             | Ben Kingsley, Charles Dance, Helen Mirren                   |
| Verschwörung der Frauen            | Peter Greenaway       | Großbritannien, Niederlande                         | Joan Plowright, Joely Richardson, Bernard Hill              |
| Zwei Welten                        | Chris Menges          | Großbritannien, Simbabwe                            | Jodhi May, Jeroen Krabbé, Barbara Hershey                   |

* = Goldene Palme

## Internationale Jury
In diesem Jahr war der italienische Regisseur Ettore Scola Jurypräsident. Er entschied gemeinsam mit folgenden Jurymitgliedern über die Preisträger: Claude Berri, William Goldman, Nastassja Kinski, George Miller, Robby Müller, David Robinson, Jelena Safonowa und Philippe Sarde.

## Preisträger
- Goldene Palme: Pelle, der Eroberer
- Großer Preis der Jury: Zwei Welten
- Sonderpreis der Jury: Ein kurzer Film über das Töten
- Bester Schauspieler: Forest Whitaker in Bird
- Beste Schauspielerin: Barbara Hershey, Jodhi May und Linda Mvusi in Zwei Welten
- Bester Regisseur: Pino Solanas für Süden - Sur
- Beste künstlerische Einzelleistung: Peter Greenaway für Verschwörung der Frauen
- Technikpreis: Bird für die Qualität der Musikaufnahmen

## Weitere Preise
- FIPRESCI-Preis: Ein kurzer Film über das Töten
- FIPRESCI-Preise in den Parallel-Sektionen: Entfernte Stimmen – Stilleben von Terence Davies und Hôtel Terminus: Zeit und Leben des Klaus Barbie von Marcel Ophüls
- Preis der Ökumenischen Jury: Zwei Welten
- Caméra d’Or: Salaam Bombay!